# One of a Kind (G-Dragon)
One of a Kind è il primo EP del cantante sudcoreano G-Dragon, pubblicato il 15 settembre 2012 dalla YG Entertainment. L'EP consiste di sette canzoni tutte scritte co-scritte e co-composte dallo stesso G-Dragon.
All'uscita, l'album ebbe un immediato successo in Corea del Sud. Raggiunse la vetta della Circle Chart e della Billboard World Albums Chart. L'EP è anche entrato nella Billboard 200 al numero 161 per una settimana, facendo di G-Dragon il primo solista coreano ad entrare in quella classifica. A partire dal 2017, l'album ha venduto oltre 260 000 copie nel suo paese d'origine, diventando così l'album più venduto da un solista coreano dall'uscita del suo album di debutto Heartbreaker.

## Descrizione
Il singolo principale dell'EP, "One of a Kind", è stato pubblicato il 24 agosto. "That XX" e "Crayon" sono stati successivamente pubblicati come secondo e terzo singolo dall'EP. Poi fu pubblicata la canzone Without You con Rosè delle Blackpink.
G-Dragon fece una live-stream al conto alla rovescia per celebrare l'uscita dell'EP attraverso Naver's Line TV, con gli ospiti Lydia Paek, Taeyang, il produttore Choice37 e il rapper-produttore Tablo degli Epik High.
G-Dragon iniziò il suo primo tour mondiale, il One of a Kind World Tour, a sostegno dell'EP che segnò la prima volta in cui un solista coreano organizzava un tour della cupola-arena giapponese. Molti dei suoi compagni di etichetta della YG fecero delle apparizioni speciali in varie tappe del tour, inclusi i suoi compagni di gruppo, Big Bang, così come le 2NE1, Tablo, Lee Hi e gli Akdong Musician. Il tour iniziò il 30 marzo e si concluse il 1º settembre 2013 presso l'Olympic Gymnastics Arena di Seoul, in Corea del Sud.

## Critica
David Jeffries di Allmusic diede all'album 3,5 stelle su 5. Jeffries si complimentò con la produzione nei brani "One of a Kind" e "Crayon", e confrontò il disco con la musica di Lady Gaga, scrivendo che il rapper prese il suo "piccolo mostro" e ha fatto "un po 'di spinta" con l'EP.
La rivista coreana IZM incluse One of a Kind nella loro lista dei migliori album del 2012, evidenziando la varietà di generi ascoltati nell'album, che includeva il rock, l'hip hop e l'acustica. IZM si complimentò con la direzione artistica di G-Dragon e ha ritenuto che l'album portasse "il recupero del malloppo e della follia".

## Successo commerciale
One of a Kind arrivò numero uno della Gaon Album Chart e divenne l'album più venduto di settembre, con 171 512 copie vendute. Alla fine dell'anno l'EP ha venduto 204 326 copie, diventando il quarto album più venduto del 2012. Nel 2013, l'album vendette ulteriori 45 332 copie e fu il 43º album più venduto dell'anno. A Taiwan, l'album divenne disco di platino con oltre 10 000 copie vendute.
Negli Stati Uniti, l'album entrò nella Billboard 200 al numero 161. One of a Kind andò anche in cima alla classifica della Billboard World Albums e raggiunse il numero sei nella classifica Heatseekers.
Con solo un giorno di vendite, le canzoni dell'album vendevano oltre 1 milione di copie digitali, e nella seconda settimana le canzoni vendevano 1,7 milioni di copie.
A partire da agosto 2016, l'album e le sue canzoni hanno venduto oltre 8,2 milioni di copie.

## Tracce
1. One of a Kind – 3:26 (testo: G-Dragon – musica: G-Dragon, Choice37)
2. Crayon (크레용?, KeureyongLR) – 3:17 (testo: G-Dragon, Teddy – musica: G-Dragon, Teddy)
3. Without You (feat. Rosé) (결국?, GyeolgukLR) – 4:03 (testo: G-Dragon – musica: G-Dragon, Ham Seung-cheon, Kang Wook-jin)
4. That XX (그 XX?, Geu XXLR) – 3:20 (testo: G-Dragon, Teddy – musica: Teddy, G-Dragon, Seo Won-jin)
5. Missing You (feat. Kim Yoon-ah) – 3:27 (testo: G-Dragon, Teddy – musica: G-Dragon, Choi Pil-kang, Teddy)
6. Today – 3:39 (testo: G-Dragon – musica: G-Dragon, Choice37)
7. Light It Up (feat. Tablo e Dok2) (불 붙여봐라?, Bul ButyeobwaraLR) – 3:34 (testo: G-Dragon, Tablo, Dok2 – musica: Teddy, Tablo, G-Dragon, Dok2)

## Classifiche
| Classifica (2012) | Posizione massima |
| ----------------- | ----------------- |
| Corea del Sud     | 1                 |
| Stati Uniti       | 161               |

## Date di pubblicazione
| Paese         | Data di pubblicazione | Formato/i         | Etichetta                  | Note            |
| ------------- | --------------------- | ----------------- | -------------------------- | --------------- |
| Mondo         | 15 settembre 2012     | download digitale | YG Entertainment           | [ 1 ]           |
| Corea del Sud | 18 settembre 2012     | CD                | YG Entertainment, KT Music | [ 15 ]          |
| Taiwan        | 12 ottobre 2012       | CD                | Warner Music Taiwan        | [ 16 ]          |
| Filippine     | 15 dicembre 2012      | CD                | Universal Records          | [ senza fonte ] |

## Riconoscimenti
- Seoul Music Award
  - 2013 – Record of the Year[17]
- Golden Disc Award
  - 2013 – Digital Bonsang[18]
- Korean Music Award
  - 2013 – Candidatura Best Dance/Electronic Album[19][20]
- Mnet Asian Music Award
  - 2012 – Candidatura Album of the Year[21]